# Uncicida
Uncicida là một chi bướm đêm thuộc phân họ Tortricinae của họ Tortricidae.

## Các loài
- Uncicida galerasiana Razowski, 1988